# アミノグアニジン
アミノグアニジン（AminoguanidineまたはPimagedine）は、かつて糖尿病性腎症治療薬として開発されていた化合物である。ジアミンオキシダーゼや一酸化窒素合成酵素を阻害する。3-デオキシグルコソンと反応して（AGEs）を減少させる。ロケット燃料としても使用される。

## 医薬品
1986年に発見されたアミノグアニジンはAlteon社（現：Synvista Therapeutics社）によって糖尿病性腎症治療薬として開発が始められ、1989年にはマリオン・メレル・ダウ社との共同開発契約が締結されたが、1995年にヘキスト社（現：サノフィ社）がマリオン・メレル・ダウ社を買収した後に資金提供が停止され、1998年に第III相臨床試験で有効性を示せず計画が頓挫した。

## 他の用途
アミノグアニジンとその誘導体はエネルギー物質（燃料）としての応用が研究されている。アミノグアニジンを完全燃焼させると、煙や粉塵をほとんど出す事なく膨大な量のガスを生成することができる。燃料1kg当りの推力が大きく可視煙や赤外線放射（軍事用途や環境への配慮等）が少ないこの特性のため、爆発的ガス発生器としてエアバッグや固体燃料ロケットといった用途に応用されている。アミノグアニジンはまたテトラゾール系の燃料や医薬品の合成経路の中間体でもある。